# Beaches—East York (circonscription provinciale)
Pour l’article homonyme, voir Beaches—East York.
Circonscription électorale provinciale du Canada
Beaches—East York est une circonscription provinciale de l'Ontario représentée à l'Assemblée législative de l'Ontario depuis 1999. Elle est située dans la ville de Toronto.

## Géographie

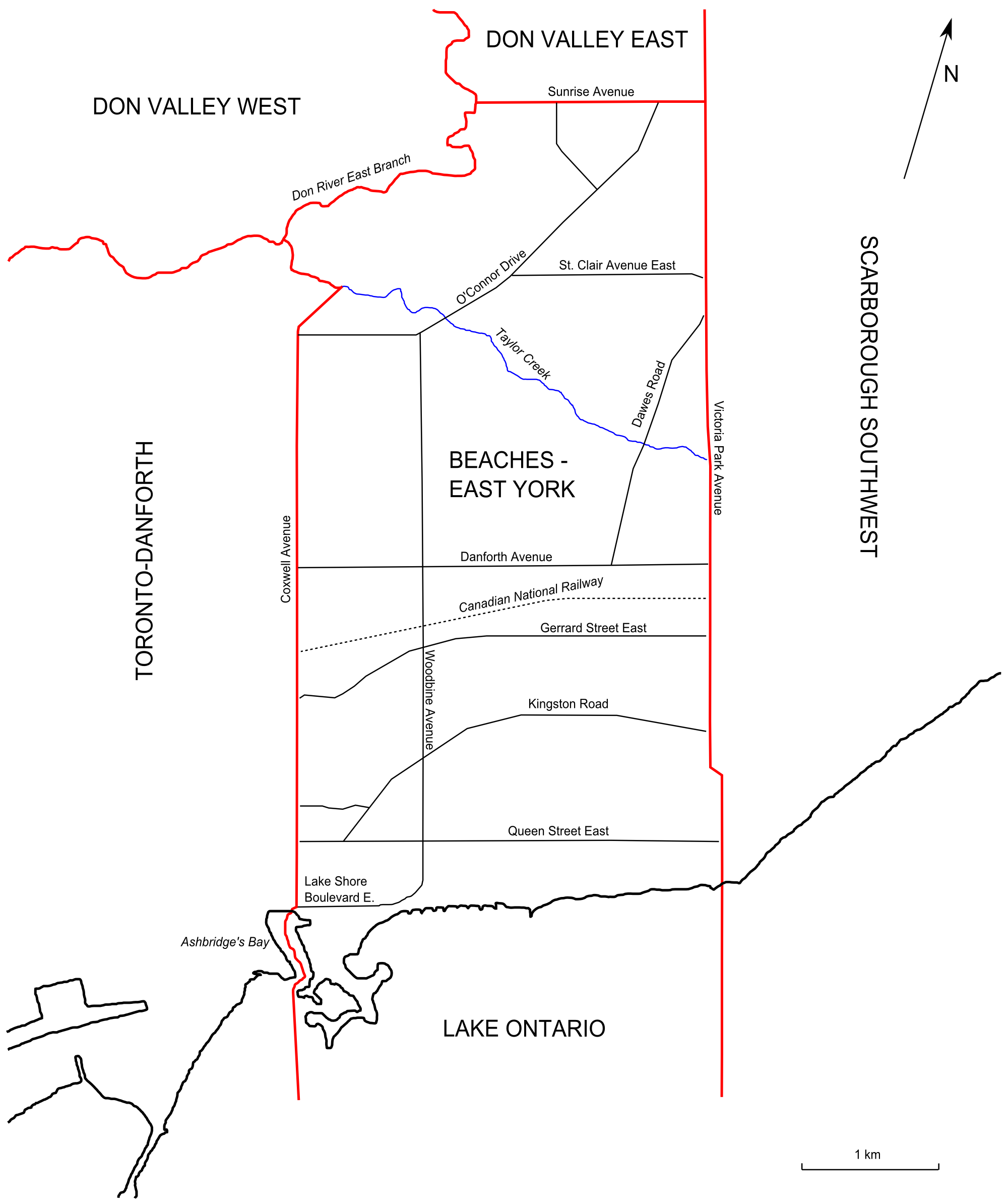
Circonscription de Beaches-East_York

La circonscription est située dans le sud de l'Ontario, plus précisément une partie de la ville de Toronto et sur la rive du lac Ontario.
Les circonscriptions limitrophes sont Don Valley-Est, Don Valley-Ouest, Scarborough-Sud-Ouest et Toronto—Danforth.  

## Historique
| Législature                                                      | Années       | Député       | Député                | Parti         |
| ---------------------------------------------------------------- | ------------ | ------------ | --------------------- | ------------- |
| Circonscription issue de Beaches—Woodbine, Don Mills et York-Est |              |              |                       |               |
| 37e                                                              | 1999-2001    |              | Frances Lankin        | Néo-démocrate |
| 37e                                                              | 2001-2003    | Michael Prue |                       | Néo-démocrate |
| 38e                                                              | 2003-2007    | Michael Prue |                       | Néo-démocrate |
| 39e                                                              | 2007-2011    | Michael Prue |                       | Néo-démocrate |
| 40e                                                              | 2011-2014    | Michael Prue |                       | Néo-démocrate |
| 41e                                                              | 2014-2018    |              | Arthur Potts          | Libéral       |
| 42e                                                              | 2018–2022    |              | Rima Berns-McGown     | Néo-démocrate |
| 43e                                                              | 2022–Présent |              | Mary-Margaret McMahon | Libéral       |

## Circonscription fédérale
Depuis les élections provinciales ontariennes du 4 octobre 2007, l'ensemble des circonscriptions provinciales et des circonscriptions fédérales sont identiques.